# Centro Nacional para la Prevención y Control del VIH/SIDA
El Centro Nacional para la Prevención y Control del VIH/sida (Censida) es un organismo desconcentrado mexicano, dependiente de la Secretaría de Salud a través de la Subsecretaría de Prevención y Control de Enfermedades. Fue creado por decreto presidencial el 24 de agosto de 1988.
La institución es responsable de prevenir la transmisión sexual, sanguínea y perinatal del VIH, así como de promover acciones para la adecuada atención médica y de apoyo psicológico para las personas infectadas y fomentar actividades de investigación que ayuden a conocer las características epidemiológicas, biomédicas y psicosociales de la enfermedad.
Su misión consiste en promover la "prevención y el control de la epidemia del SIDA, mediante políticas públicas, promoción de la salud sexual y otras estrategias basadas en la evidencia para disminuir la transmisión del VIH e ITS y mejorar la calidad de vida de las personas afectadas, en un marco de respeto a los derechos de toda la población". (CENSIDA, 2010)
A partir del 2002, el CENSIDA se consolida en un programa que logra una "clara tendencia a la disminución de la prevalencia del VIH e ITS, con acceso a los servicios de prevención y la mayoría de la población con prácticas sexuales seguras; las personas afectadas acceden a la atención integral de alta calidad, sustentable, eficiente en ambientes libres de estigma y discriminación; con participación multisectorial y de la sociedad civil, bajo la rectoría de la Secretaria de Salud". (CENSIDA, 2010)
El Centro Nacional para la Prevención y el Control del VIH/SIDA, hace suyos los valores de la Secretaría de Salud, que fundamentan el código de conducta del personal de la misma Secretaría consistentes en:
1. Respeto
2. Responsabilidad
3. Colaboración
4. Compromiso
5. Vocación de Servicio
6. Orgullo
7. Atención calidad y humana
8. Calidad
9. Innovación
10. Eficiencia, eficacia y efectividad